# ニホンカワトンボ
ニホンカワトンボ（学名：Mnais costalis）は、カワトンボ科カワトンボ属の中型のトンボの一種。

## 特徴
成虫の全長はオスが50-68 mm（腹長37-54 mm、後翅長31-43 mm）、メスが47-61 mm（腹長35-46 mm、後翼長31-43 mm）。未成熟な個体はメタリックな青緑色で、成熟した個体は腹全体に白い粉を吹く。オスの翅は橙色翅、淡橙色翅、無色翅の3タイプがあり、メスの翅は淡橙色翅と無色翅の2タイプがある。生息する地域によって翅色のタイプが異なる。橙色翅型の成熟したオスは翅上部に不半透明の斑があり縁紋は赤褐色、未成熟のものは淡橙色翅型に近い色合いで縁紋は白色。近縁種のアサヒナカワトンボ（Mnais pruinosa Yamamoto, Selys）よりも翅脈が密で、縁紋は細長い。ヤゴの全長は約31 mm。
- 東日本、伊豆地方、隠岐諸島 、四国 - オス（橙色翅、無色翅）、メス（無色翅）
- 中部日本 - オス（橙色翅）、メス（淡橙色翅、無色翅）
- 西日本 - オス（橙色翅、淡橙色翅、無色翅）、メス（淡橙色翅、無色翅）
- 九州南西部 - オス（橙色翅、橙色翅）、メス（淡橙色翅）

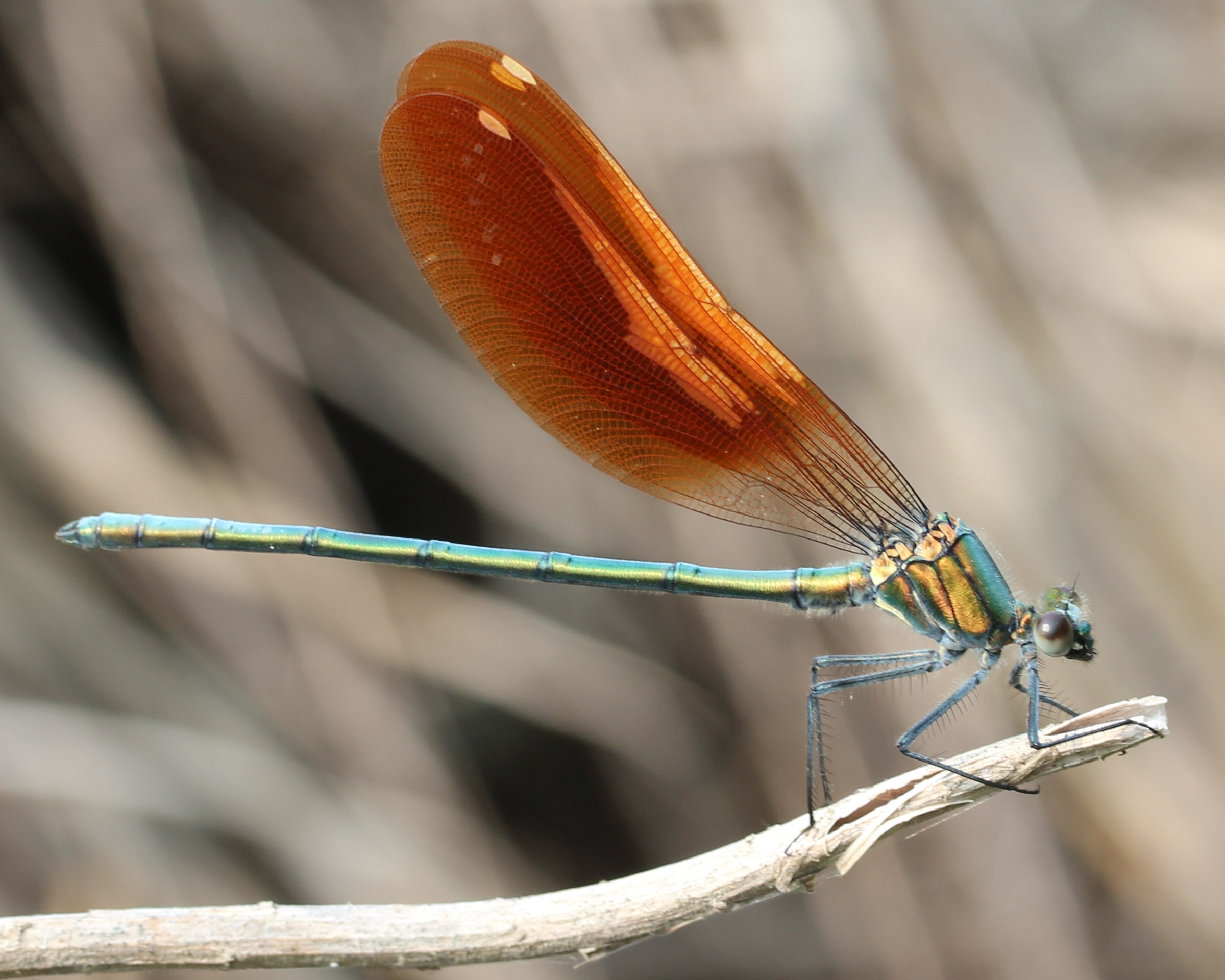
オス（橙色翅型）
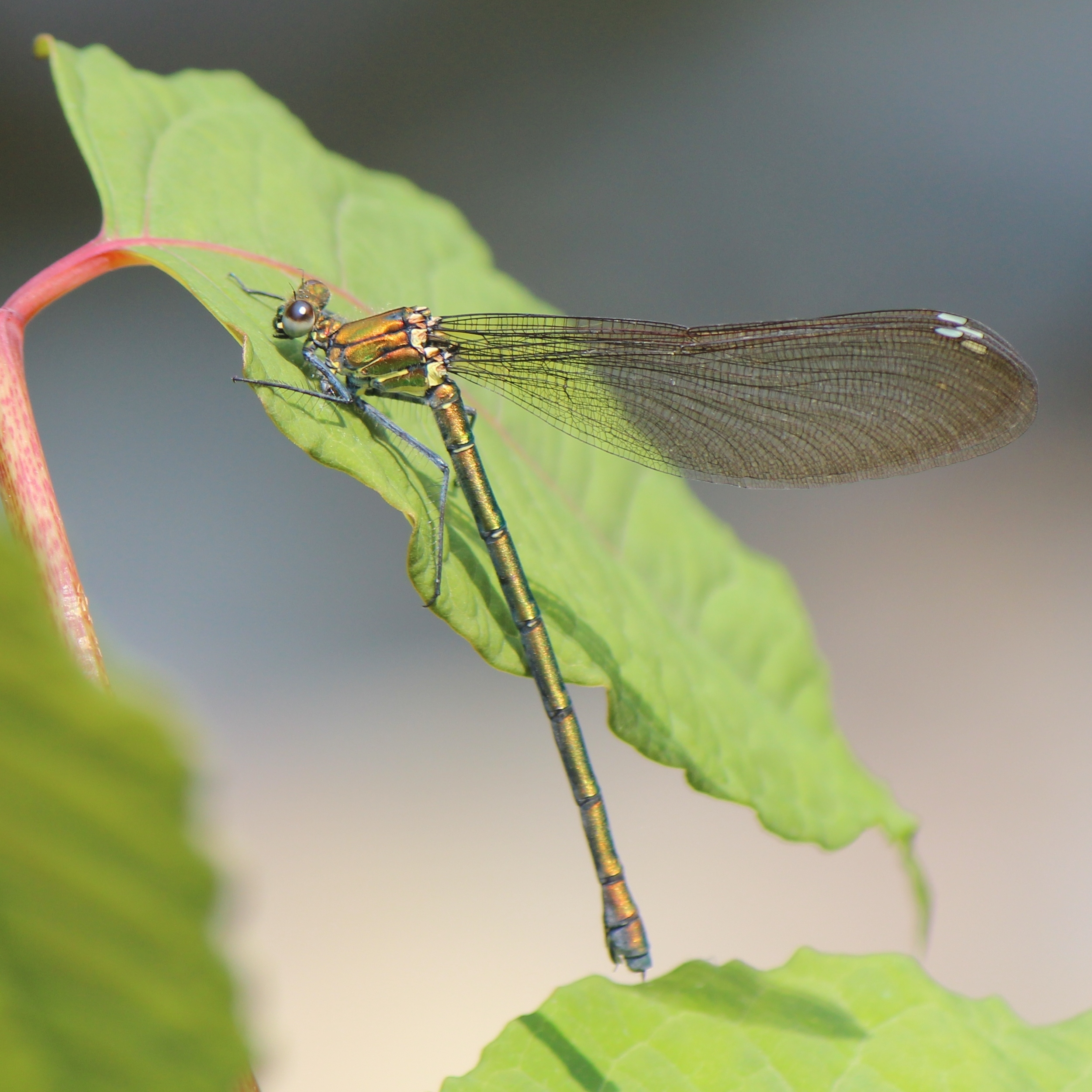
メス
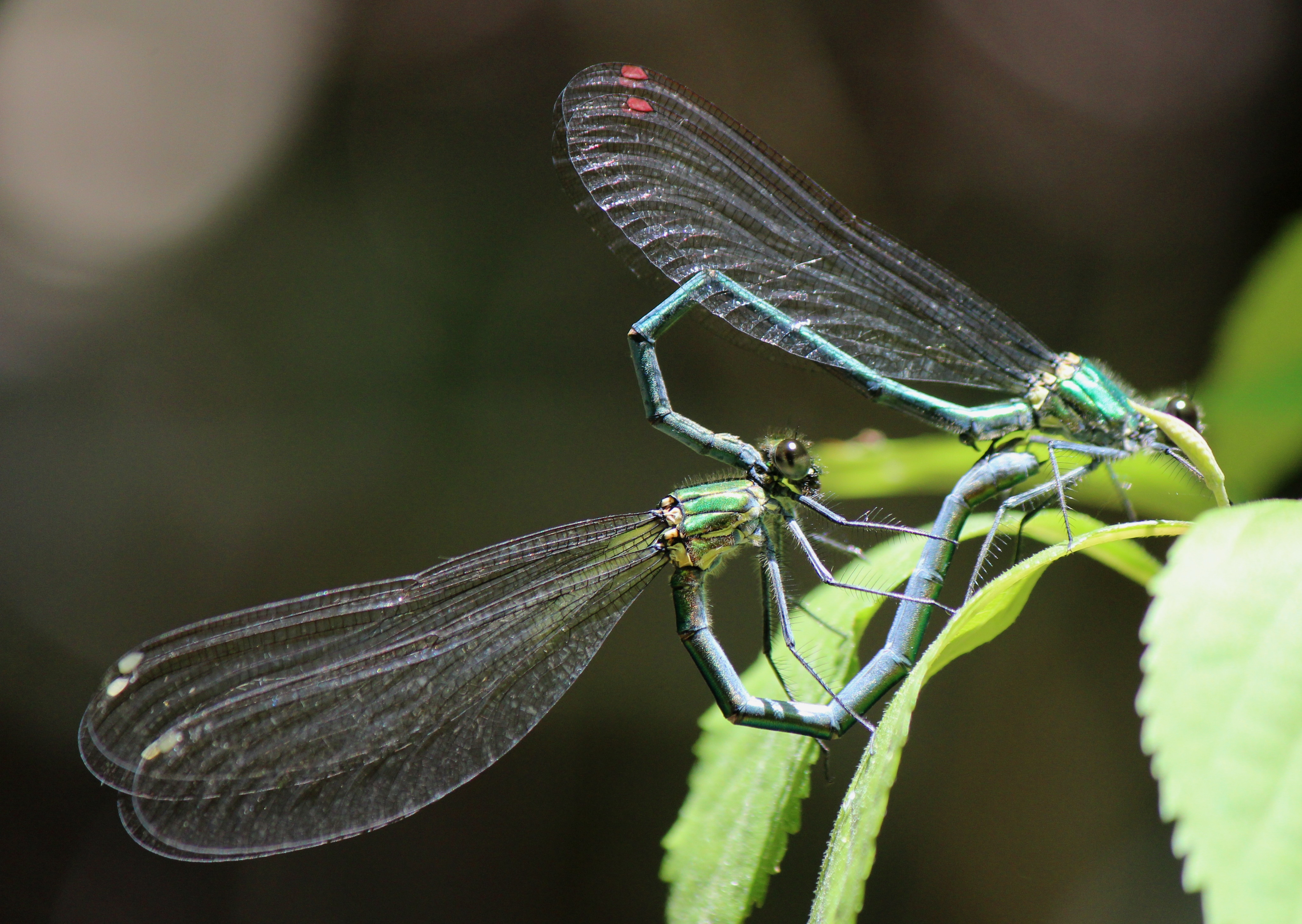
近縁種のアサヒナカワトンボ（Mnais pruinosa）

## 生態
平地や丘陵地の抽水植物や沈水植物が生育する中流域の緩やかな流れの清流に生息する。オスは水辺の植物や石に留まって縄張りを作り、近付いて来た他のオスを追い払う。メスが現れるとホバリングして求愛行動をする。メスは朽木などに産卵する。5月中旬から8月初旬にかけて産卵し、2-3週間卵で過ごす。幼虫の期間は1-2年程度で、越冬する。

## 分布
千島列島、日本本土に分布する。日本では北海道、本州、四国、九州に広く分布する。

## 分類
日本ではカワトンボ科の5属7種が生息し、カワトンボ属には本種とアサヒナカワトンボの2種がある。従来東日本の個体群のヒガシワトンボ（Mnais pruinosa costalis Selys, 1869）と中部以西の個体群のオオカワトンボ（Mnais pruinosa nawai Yamamoto, 1956）と呼ばれていた種が、2004年にDNAのITS1領域の塩基配列と外部形態による解析が行われ、2006年に「日本蜻蛉学会和名検討委員会」で本種に統合された。従来ニシカワトンボやヒウラカワトンボと呼ばれていたアサヒナカワトンボと非常に似ていて、この種との雑種も知られている。

## 種の保全状況評価
日本では以下の都道府県でレッドリストの指定を受けている。
- 絶滅 - 東京都区部（東京都北多摩は絶滅危惧IA類、南多摩は絶滅危惧II類、東京都の本土部としては絶滅危惧IB類）
- 絶滅危惧IA類 - 宮崎県
- 絶滅危惧I類 - 愛媛県[1]
- 絶滅危惧IB類 - 静岡県
- 絶滅危惧II類 - 鹿児島県
- 準絶滅危惧 - 神奈川県、富山県、三重県[9]、島根県[10]、徳島県[11]、熊本県[12]
- その他
  - 学術的重要 - 和歌山県
  - その他の重要種 - 鳥取県[13]
  - 留意 - 岡山県[14]